# Codi ATC D11
El  codi ATC D11, descrit com Altres preparats dermatològics, és una subgrup terapèutic de l'Anatomical, Therapeutic, Chemical Classification System (ATC). La classificació ATC és un sistema de codis alfanumèric desenvolupat per l'Organització Mundial de la Salut (OMS) per als fàrmacs i altres productes sanitaris. El subgrup D11 és part del grup anatòmic D Medicaments dermatològics.

Els codis per a ús veterinari (codis ATCvet) poden han estat creats afegint la lletra Q davant dels codis ATC humans: QD11... 
Les adaptacions estatals de la classificació ATC poden incloure codis addicionals no presents en aquesta llista, que segueix la versió de l'OMS.

## D11A Altres preparats dermatològics
D11A A Anhidrótics
D11A C Xampús medicinals
D11A I Andrògens per a ús tòpic
D11A F Preparats antiberrugues i callicides
D11A X Altres productes dermatològics